# Pachi Herrera
Pachi Herrera (San Salvador de Jujuy, Provincia de Jujuy, 31 de diciembre de 1979) es un charanguista, cantante y compositor argentino de música folclórica. Forma parte de una camada de ascendentes figuras de la escena folclórica argentina independiente que va ganando espacio en los principales escenarios de la música popular Argentina. 
Es autor junto con el músico riojano Ramiro González del conocido tema Pachamama, carnavalito que se canta en guitarreadas y fogones y que fue  grabado por varios grupos de la nueva camada folklórica argentina, entre ellos el mismo Ramiro González, Bruno Arias, Dúo Coplanacu, Chechelos, Juan Iñaki con Raly Barrionuevo y el grupo jujeño Inti Huayra del cual Pachi formó parte durante 15 años. Reconocido por su virtuosismo como charanguista ha sido convocado por reconocidos artistas de distintos géneros musicales a participar en sus discos como músico invitado.

## Biografía
A los 11 años inicia su camino musical en la peluquería de los hermanos Juan, Luis, Foro y Amaranto Chani que estaba ubicada en la calle Sáenz Peña en San Salvador de Jujuy y que además de ser peluquería funcionaba como escuela de música donde asistían muchos niños para aprender a tocar instrumentos propios del folklore andino. Si bien su intención inicial fue aprender a tocar la guitarra, rápidamente Amaranto se dio cuenta de que la guitarra no era el instrumento que captaba su atención y habló con su padre para ofrecerle lo que fue su primer charango y que en su honor el mismo Pachi bautizara "Amaranto".
Ya con 16 años, en 1999 formó parte del grupo de uno de sus grandes referentes artísticos, el maestro Ricardo Vilca, quien lo sumó al conjunto Ricardo Vilca y sus amigos. Si bien esta experiencia duraría poco menos de un año, el mismo Pachi reconoce que fue en esa convivencia artística con Vilca donde comenzó a germinar su particular visión de la música, el paisaje y su gente. 
A fines de 1999 se radica en la Córdoba donde nacería Inti Huayra, agrupación con la que recorrió el país y los principales escenarios de la música folclórica dureante los siguientes 15 años. Con Inti Huayra grabó 4 discos: “Pa la vuelta (2001)”, “Almas (2006)”, ”Savia (2010)” y “4 cuerdos (2013)”. En agosto de 2014 deja esta agrupación para iniciar su carrera solista que un año más tarde se plasma en el álbum ”Variablemente (2015)” disco basado en la diversidad rítmica donde queda clara su intención de p`ropponer algo distinto a lo que venía haciendo con Inti Huyra. Entre las doce canciones que integran este disco, a los ritmos propios de la música andina argentina y boliviana se le suman un blues, una cumbia santafesina y un candombe. En septiembre de 2017 ve la luz su segundo trabajo discográfico: “'El Calladito”.
Compartió festivales y escenarios de todo el país con músicos de diversos géneros, como Raly Barrionuevo, Las Pastillas del Abuelo, Manu Chao, Alejandro Balbis, entre otros.
Participó como músico invitado en dos discos de Raly Barrionuevo (Población Milagro 2005 y Rodar, 2013), Gustavo Patiño (En vivo, 2012), Roxana Carabajal (Soy, 2014), Orellana-Lucca (Habitantes de mi tierra, 2010 y Hermanos, 2015), Bruno Arias y la Bruja Salguero (Madre Tierra, 2014), Juan Iñaki (De siesta y monte, 2015), Emiliano Zerbini (Danzas Folklóricas Argentinas Vol. 2, 2015), Bruno Arias (El derecho de vivir en paz, 2015) entre otros. Además, entre octubre de 2014 y febrero de 2016 formó parte de la banda de Bruno Arias.

## Discografía

### Eterno umbral (2024/2025)
1. Chacacharango (M: Pachi Herrera)
2. Eterno umbral (L y M: Ariel “Chaco” Andrada y Pachi Herrera) con Orellana Lucca
3. Carnavalito santiagueño (L y M: Jorge Luis Carabajal / Pachi Herrera)
4. Muraleando (L y M: Lucre Ortiz / Pachi Herrera) con Lucre Ortiz y Daia De La Canal
5. Hermano monte (L y M: Ariel “Chaco” Andrada y Pachi Herrera)
6. Son la luz (L y M: Matias Rojas y Pachi Herrera)
7. Florecer (L y M: Mery Murúa y Pachi Herrera)
8. Chacarera de Icho Cruz (L y M: Pachi Herrera)

### En vivo (2022)
1. Humahuaqueño del sol (L: Maximiliano Ibáñez – M: Pachi Herrera)
2. Charangueando (Pachi Herrera)
3. Cocinita del amor (L: Ariel “Chaco” Andrada – M: Pachi Herrera)
4. El Calladito (L: Maxi Ibáñez / M: Pachi Herrera)
5. La bolivianita (D. R.)
6. Bailecito de los yuyos (L: Adrián Temer - M: Pachi Herrera)
7. Músico (M: Pachi Herrera)
8. Par mil (L y M: Ricardo Mollo y Diego Arnedo) con Juan Taleb y Marian Pellegrino
9. Carnavalito jujeño (L: Adrián Temer / M: Pachi Herrera)
10. Tiempo al tiempo (L: Ulises Hermosa - M: Gonzalo Hermosa)
11. Pachamama (L: Ramiro González - M: Pachi Herrera) con el Club del Charango Córdoba

### Al viento (2021)
1. Carnavalito riojano (Mariano Luque – Pachi Herrera)
2. Otra vez en el camino (Carlos M. “Chuzo” González Q. – Pachi Herrera)
3. Hoy (Pachi Herrera)
4. Cocinita del amor (Ariel “Chaco” Andrada – Pachi Herrera)
5. El encuentro (Ariel “Chaco” Andrada – Pachi Herrera)
6. Humahuaqueño del sol (Maximiliano Ibáñez – Pachi Herrera)
7. Las comidas de mi tierra (Adrián Temer – Pachi Herrera)
8. Mujer viento (Josho González – Pachi Herrera)
9. Viajando (Pachi Herrera – Jorge Ignacio Peralta)
10. Charangueando (Pachi Herrera)

### Charangueando (2019)
1. Charangueando (Pachi Herrera)
2. Mechita (Ricardo Vilca)
3. Quien te baila quien te canta (Ramón Gallo)
4. Selección de bailecitos: a - El quiaqueño (Arsenio Aguirre) / b - Cuando nada te debía (Andrés Chazarreta)  / c - Sirviñaco (Eduardo Falú / Jaime Dávalos)
5. Piedra y camino (Atahualpa Yupanqui)
6. La humilde (Oscar Arturo Mazzanti / Julián A. Cachilo Díaz)
7. El faldiao (Pachi Herrera)
8. La bolivianita (D. R.)
9. Kiliku  (Pachi Herrera)
10. El divisadero (Pachi Herrera)

### El calladito (2017)
1. El Calladito (L. Maxi Ibáñez / M. Pachi Herrera)
2. Carnavalito jujeño (L. Adrián Temer / M. Pachi Herrera)
3. Tiempo al tiempo (L: Ulises Hermosa - M: Gonzalo Hermosa)
4. Warmi tusuy (L y M: Pachi Herrera)
5. Raíz pochana (L: Jorge Peralta - M: Pachi Herrera / Ariel Arroyo)
6. Saya de la vida (L y M: Pachi Herrera)
7. Mi viaje de soledad (L: Marino Oroza Coliqueo - M: Pachi Herrera) con Pablo y Marino Oroza Coliqueo
8. Azul de infancia (L y M: Ariel Arroyo) con Paola Bernal
9. Vuelo natural (L: Emanuel Orona - M: Pachi Herrera)
10. El chicapeño (M: Gustavo Patiño)
11. La nube negra (L y M: Javier Caminos) con Aruma, Mauricio Aquino y Fabián Miodownik

### Variablemente (2015)
1. Bailecito de los yuyos (L: Adrián Temer - M: Pachi Herrera)
2. Credo en mi país (L: Maxi Ibáñez - M: Pachi Herrera)
3. Canto negro (L: Bacha Fiad - M: Pachi Herrera)
4. Rey mago de las nubes (L: León Gieco - M: Ricardo Vilca)
5. Músico (M: Pachi Herrera)
6. Antu (L y M: Pachi Herrera)
7. Pachamama (L: Ramiro González - M: Pachi Herrera) con Ramiro González
8. Hermano cantor (L y M: Pachi Herrera)
9. Bailar la vida (L y M: Pachi Herrera)
10. Los amigos (poema) (L: Maxi Ibáñez)
11. Canción para celebrar un amigo (L: Maxi Ibáñez - M: Pachi Herrera)
12. Dani Sánchez blues (L y M: Pachi Herrera)